# Pedro López Díaz
Pedro López Díaz (Acaponeta, Nayarit, 6 de diciembre de 1928-México, D.F. 1 de noviembre de 2005). Fue un cirujano, periodista, militante político y académico mexicano. En Acaponeta hizo ahí parte de sus estudios primarios, que concluyó en Tecuala y Guadalajara, Jalisco. Durante su infancia fue joyero, trabajó la filigrana de la plata. En su adolescencia, pescador de alta mar en Guaymas y ferrocarrilero por diez años en Empalme, Sonora. Ya como estudiante de medicina cubrió vacantes de enfermero en el hospital del Ferrocarril. Inició la práctica del periodismo cuando cursaba el cuarto año de la carrera de médico. Cursó sus estudios de medicina hasta graduarse en la UNAM en 1955.
Trabajó la cirugía en Tepic durante diez años con los doctores Antonio González Guevara de quien escribió su biografía en un libro (ISBN 9684003005) que tuvo por título Cirujano y Hombre y Luis Espinoza Reyes. E hizo periodismo en numerosas publicaciones de Nayarit por casi cincuenta años, y en la actividad política fue diputado federal suplente por su entidad de origen en la XLVII Legislatura.
Precandidato a gobernador del Estado de Nayarit. Profesor de filosofía del Instituto de Ciencias y Letras durante diez años y Rector de esta institución predecesora de la actual Universidad Autónoma de Nayarit.
En 1967 inició la licenciatura de filosofía, continuando de inmediato con la maestría, concluyó sus estudios filosóficos veintidós años después con el Doctorado. Posteriormente cursó la carrera en derecho en la que se tituló en 1996.
Profesor de la UNAM por treinta años en las facultades de Filosofía y Medicina, así como en la Escuela Nacional Preparatoria. Trabajó como médico adscrito de los Servicios Médicos del Departamento del Distrito Federal (México) y fue editorialista de algunos periódicos de Nayarit y nacionales. 
Publicó dieciséis libros, entre los cuales, además del ya mencionado se encuentran:
- Madero, Hombre y Héroe logró primer premio nacional con medalla de oro.
- Problemas humanos, 1961
- Fuego de Nayarit,
- Nueva Perspectiva, 1964
- Debates (compilación de trabajos periodísticos), 1963
- Ideas y palabras, 1966
- Liberación ideológica de México, 1978/México, Costa-Amic, su tesis de la licenciatura en filosofía.
- La filosofía política: arma opresiva o liberadora en América Latina/México: Costa-Amic, 1981; su tesis de la maestría en filosofía.
- Una filosofía para la libertad: (la filosofía de Leopoldo Zea)/México: Costa - Amic, 1989; su tesis del doctorado en filosofía.
- Filosofía y poemas, 1993: una aportación cultural como él lo señaló, "porque sí, por escribir..."
- Aborto, delito o derecho; Ed Vertiente, 1995
- La conducta humana, 1998: búsqueda constante de la filosofía de la existencia como determinante del comportamiento.
- Hospital de urgencias, (fecha de edición incierta).
- Tiempos de acción, 2004
- Y en su postrimería realizó la investigación Fray Servando Fugitivo y Héroe sobre el pensamiento y la acción de este prócer mexicano, para concretar el proyecto de una interpretación sobre esta materia y culminarla con una filosofía de la historia.

Su pensamiento se puede resumir cuando dijo:
“Debemos aceptar que las auténticas luchas políticas y sociales, son, en la mayoría de los casos, rudas y sacrificantes, que no todos los que se sienten llamados están dispuestos a soportar el juego de fuerzas. La política, al fin, es el instrumento por el que debe hacerse posible allegarle felicidad a los pueblos, pero jamás un recurso para el provecho personal o de grupos”.